# Melayu Islam Beraja
Melayu Islam Beraja (Malaiisch-islamische Monarchie, abgekürzt MIB; Jawi: ملايو اسلام براج) ist die nationale Philosophie von Brunei. MIB wurde offiziell am 1. Januar 1984, dem Tag der Unabhängigkeit Bruneis, als Nationalphilosophie  von Sultan Hassanal Bolkiah begründet.
MIB umfasst etwa die „malaiische Sprache, Kultur, Bräuche, die Lehre der islamischen Gesetze und Werte und das monarchische System, die von allen geachtet und praktiziert werden müssen.“ 